# Jerry Essan Masslo
Jerry Essan Masslo (Umtata, 4 dicembre 1959 – Villa Literno, 25 agosto 1989) è stato un rifugiato sudafricano in Italia, assassinato da una banda di criminali, la cui vicenda personale emozionò profondamente l'opinione pubblica e portò ad una riforma della normativa per il riconoscimento dello status di rifugiato.

## Biografia

### Dal Sudafrica all'Italia
Nacque a Umtata, attualmente Mthatha, Sudafrica, città che tra il 1976 e il 1994 è stata capitale del Bantustan del Transkei ("zona al di là del fiume Kei"), da cui provengono molti leader neri del Sudafrica, come Walter Sisulu e Nelson Mandela.
Nonostante le condizioni di povertà in cui visse, una capanna di legno e lamiere, riuscì a portare avanti gli studi, nelle scuole per soli neri. Il padre, dopo un interrogatorio da parte della polizia, non fece più ritorno a casa e diventò uno dei tanti missing ("scomparsi"); secondo altre fonti, morì durante una manifestazione insieme alla figlia di Masslo, deceduta anch'essa colpita da un proiettile vagante sparato dalla polizia, alla tenera età di sette anni.
Da studente politicamente attivo, aveva simpatie per i movimenti di massa per i diritti della popolazione "coloured" come l'African National Congress-ANC, lo United Democratic Front-UDF e la Black Consciousness-BC, che avevano deciso di opporsi all'apartheid. A seguito del colpo di Stato del 1987, decise di andare via dal Bantustan e dopo aver messo in salvo la moglie e i due bambini nel vicino Zimbabwe, raggiunse Lusaka, nello Zambia, dove vivevano alcuni suoi familiari.
Aiutati da un loro amico marinaio, insieme al fratello, si imbarcarono clandestinamente per l'Europa, in una nave cargo nigeriana, nascosti in una scialuppa di salvataggio con viveri e acqua per il viaggio. Durante il tragitto, a causa di una violenta febbre che colpì suo fratello, fu costretto a scendere dalla nave alla ricerca di farmaci, a Port Harcourt, in Nigeria, acquistati i medicinali però non riuscì più a risalire sul cargo che salpò proseguendo il suo tragitto; in seguito Masslo non ebbe mai più notizie del fratello. Per raggiungere l'Europa fu costretto a vendere gli unici oggetti di valore che aveva, un bracciale e un orologio, ricordo del padre, per poter così comprare un biglietto d'aereo per Roma-Fiumicino, dove atterrò il 21 marzo del 1988.
Al suo arrivo a Roma, fece immediatamente domanda d'asilo politico alle autorità di pubblica sicurezza, le quali, istruite a norma del principio della "limitazione geografica", furono obbligate a notificare un diniego, perché l'asilo politico poteva essere richiesto solo dai cittadini dei Paesi dell'Europa orientale, per cui un cittadino di un paese dell'Africa non poteva avvalersi di questo diritto in Italia; di fronte al diniego opposto dalla Polizia, chiese e ottenne di essere messo in contatto telefonico con la sede italiana di Amnesty International, che dopo avere ascoltato la sua storia lo mise in contatto con l'Alto commissariato delle Nazioni Unite per i rifugiati (UNHCR).
Alle sollecitazioni da parte dell'UNHCR presso il Ministero dell'Interno, fu contestato dai funzionari del Viminale che la richiesta non poteva essere accolta in quanto, oltre alla "riserva geografica", erano interessati dagli "accadimenti in Sudafrica una pluralità di suoi connazionali senza però denotare intenti persecutori diretti e personali nei confronti del richiedente". La decisione definitiva e non impugnabile però consentiva il rilascio di Jerry Masslo, dopo due settimane di trattenimento in una cella dell'aeroporto di Roma-Fiumicino, in quanto all'epoca non era previsto alcun meccanismo coercitivo di accompagnamento alla frontiera. Poteva così rimanere in Italia, ma senz'alcuno status giuridico definito.
In seguito, accolto presso una struttura della Comunità di Sant'Egidio, la "Tenda di Abramo", fece domanda di espatrio per il Canada, indicando nel modulo la volontà di ricongiungersi con la moglie e i figli. Presso la struttura di accoglienza, incominciò ad imparare la lingua italiana e a esercitare dei piccoli lavori occasionali. Nell'estate successiva decise di spostarsi a Villa Literno dove gli era stato riferito da altri immigrati che ci sarebbe stata la possibilità di lavorare per la raccolta del pomodoro.

### La raccolta del pomodoro a Villa Literno
Le condizioni di vita delle migliaia di immigrati, che già da alcuni anni raggiungevano Villa Literno per cercare lavoro nelle campagne, erano durissime. Alla fine degli anni ottanta, il comune campano contava circa 10.000 abitanti che viveva prevalentemente di agricoltura, in cui un ruolo preponderante era svolto dalle attività economiche collegate al controllo del territorio da parte del clan dei casalesi.
I campi di pomodoro finanziati dall'AIMA e dalla CEE richiedevano, durante il periodo della raccolta, un massiccio impiego di forza lavoro bracciantile, non disponibile tra gli italiani alle condizioni economiche dei produttori; per questo motivo la città cominciò a diventare meta degli immigrati, che seguivano la stagionalità dei lavori in agricoltura, spostandosi volta per volta nelle località dove veniva richiesto il lavoro, attraverso delle vere e proprie catene di richiamo. Durante il periodo della raccolta del pomodoro, la popolazione immigrata raggiungeva anche le quattromila unità.
Jerry Masslo, ogni mattina all'alba, insieme a centinaia di immigrati, raggiungeva il quadrivio del paese, ribattezzato dai liternesi la "piazza degli schiavi", dove si attendeva l'arrivo dei caporali o si contrattava direttamente con il datore di lavoro per poi recarsi nei campi a raccogliere il pomodoro. Il lavoro di raccolta poteva durare in alcuni casi anche quindici ore al giorno e veniva pagato a "cassette" (ottocento o mille lire a cassetta), i contenitori da 25 kg di prodotto che dovevano essere riempiti e contati a fine giornata per il calcolo della paga giornaliera.
La notte, insieme ad altri immigrati, Jerry Masslo alloggiava, come gran parte degli immigrati, nei ruderi dei casolari in campagna, dormendo in condizioni precarie, su cartoni, senza luce né servizi igienici. Nell'estate del 1988 rimase due mesi a Villa Literno, dopodiché, finita la stagione della raccolta, ritornò a Roma presso la struttura di accoglienza che l'aveva accolto, la "Tenda di Abramo". Le condizioni lavorative nella capitale non cambiarono per lui e, nel frattempo, il visto per il Canada non veniva rilasciato. L'estate successiva fece ritornò a Villa Literno per tornare a lavorare alla raccolta del pomodoro.
La situazione che vi trovò era diversa rispetto all'anno precedente, nelle baracche dove dormivano gli immigrati stava maturando la consapevolezza sulle condizioni di sfruttamento alle quali gli immigrati erano costretti a sottostare. Alle riunioni partecipava attivamente anche Jerry Masslo. Gli immigrati si erano appellati al sindacato, ma le resistenze erano forti. Intanto a Villa Literno cominciarono a moltiplicarsi gli episodi d'intolleranza nei confronti degli immigrati, essi non potevano più passeggiare liberamente, per timore di essere malmenati da alcuni ragazzi del paese, che all'epoca avevano organizzato dei veri e propri "squadroni" per terrorizzare gli immigrati e costringerli a stare lontani dalle vie del centro della città.
Per le strade i carabinieri trovarono dei volantini rivolti ai liternesi che venivano incitati alla violenza contro gli immigrati, in cui era scritto: « È aperta la caccia permanente al nero. Data la ferocia di tali bestie […] e poiché scorrazzano per il territorio in branchi, si consiglia di operare battute di caccia in gruppi di almeno tre uomini ». La situazione lavorativa nelle campagne di Villa Literno incominciò a destare l'attenzione dei media italiani, e una telecamera di una troupe del Tg2, che stava intervistando gli immigrati sulle loro condizioni, raccoglierà anche una testimonianza di Jerry Masslo.

### L'assassinio di Jerry Masslo
Quasi al termine della stagione di raccolta dei pomodori, la sera del 24 agosto 1989, Jerry Masslo si era ritirato nel capannone di via Gallinelle, dove dormiva con altri 28 immigrati. Alcune persone, con i volti coperti, fecero irruzione con armi e spranghe chiedendo che venissero consegnati loro tutti i soldi che avevano addosso. Per gli immigrati, che non avevano altro sistema che conservare tra i loro indumenti tutto il denaro che guadagnavano, significava dover consegnare agli assalitori tutto ciò che avevano guadagnato in due mesi e oltre di lavoro.

I funerali di Jerry Masslo.

Alcuni consegnarono subito il denaro, altri si rifiutarono. Al diniego degli immigrati di consegnare i soldi, uno dei ladri colpì alla testa, con il calcio della pistola, un sudanese di 29 anni, Bol Yansen; a causa di questo gesto da parte dei malviventi, la situazione cominciò a degenerare e uno dei rapinatori sparò tre colpi di pistola calibro 7,65 che colpirono Masslo e un altro suo connazionale. Nel trambusto successivo alla sparatoria, gli assalitori fuggirono via, per timore della reazione di massa da parte degli immigrati. Kirago Antony Yrugo, cittadino keniota, riuscì a sopravvivere; per Jerry Masslo non ci fu nulla da fare, morì prima dell'intervento dei medici.
La Cgil per Jerry Masslo chiese i funerali di Stato, che si tennero il 28 agosto alla presenza del Ministro degli affari esteri Gianni De Michelis e di altre rappresentanze delle istituzioni. Ai funerali accorsero le televisioni di tutta Italia per riprendere l'evento, il Tg2 si collegò in diretta, e trasmise nella consueta rubrica Nonsolonero, per intera, l'intervista rilasciata da Jerry Masslo:
(Jerry Essan Masslo)
Per la morte di Masslo, nel luglio del 1991, sono stati condannati in via definitiva dalla Corte d’assise di appello Giovanni Florio (a 18 anni), Giuseppe Caputo a 14, Michele Lo Sapio a 13. Salvatore Caputo, il quarto appartenente alla banda, all'epoca dei fatti ancora minorenne, fu condannato a 12 anni dal Tribunale dei Minori.

## Reazioni
La morte di Jerry Essan Masslo rappresentò per l'Italia la presa d'atto della necessità di garantire adeguati diritti e doveri agli immigrati, che nel corso degli anni ottanta erano cresciuti considerevolmente di numero fino a seicentomila nel 1990. Poco dopo la sua morte ebbe luogo a Roma la prima manifestazione antirazzista mai organizzata in Italia sino ad allora, con la partecipazione di oltre 200 000 persone, italiani e stranieri. La vicenda del mancato riconoscimento dello status di rifugiato a Jerry Masslo, in quanto non cittadino dell'Europa dell'est, portò il governo Andreotti VI a varare, in tempi record, il decreto legge 30 dicembre 1989 n. 416, recante norme urgenti sulla condizione dello straniero, convertito poi nella Legge 28 febbraio 1990 n. 39: la legge Martelli.
La legge Martelli, all'articolo 1, riconobbe agli stranieri extraeuropei sotto mandato dell'Alto commissariato delle Nazioni Unite per i rifugiati, lo status di rifugiato, eliminando la "limitazione geografica" per i richiedenti asilo politico, stabilita in base alla Convenzione di Ginevra del 28 luglio 1951, ratificata in Italia con la legge 24 luglio 1954 n.722. Furono inoltre riconosciuti e garantiti i diritti dei lavoratori stranieri. La morte di Jerry Essan Masslo segnò l'inizio d'una nuova stagione della convivenza multietnica in Italia.
Il Tg3 nazionale aprì con la notizia: "Squadrone della morte a Villa Literno spara sui lavoratori di colore". Nei giorni successivi intervennero sulla vicenda, l'ONU, il Papa Giovanni Paolo II, il Presidente della repubblica Francesco Cossiga e tutto il mondo politico italiano, il sindacato e l'associazionismo. Il 20 settembre 1989 a Villa Literno si tenne il primo sciopero degli immigrati contro il caporalato al servizio della camorra e fu un evento di portata storica per l'Italia.
Il 7 ottobre 1989 a Roma si svolse la prima grande manifestazione nazionale contro il razzismo, con alla testa uno striscione che ricordava il profugo politico sudafricano. L'allora Presidente della Camera, Nilde Iotti, incontrò una delegazione di immigrati a Villa Literno. Nel febbraio del 1990 entrò in vigore la legge Martelli.
Nell'estate del 1990 venne realizzato a Villa Literno il "Villaggio della Solidarietà", una grande tendopoli dotata di servizi per gli immigrati: fu intitolata a Jerry Masslo e allestita grazie all'impegno volontario di giovani provenienti da tutta Italia. Nel corso dei primi anni novanta presero corpo le prime forme di accoglienza per immigrati e per l'integrazione scolastica dei loro figli.
Negli anni successivi, nonostante il clamore mediatico e la nascita di alcune associazioni, tra queste una fondata da medici intitolata a Jerry Masslo, la condizione dei migranti nelle campagne di Villa Literno non ricevette adeguate misure di sostegno per l'organizzazione di servizi per l'assistenza e integrazione. L'assenza di strutture di accoglienza obbligò i migranti a organizzarsi in un insediamento intorno a un grosso casolare diroccato, che arrivò ad ospitare centinaia di persone. Le difficili condizioni igienico sanitarie fecero diventare famoso l'insediamento con il nome di "Ghetto di Villa Literno".
I clan della camorra, infastiditi dalla eccessiva attenzione mediatica che le campagne di Villa Literno continuavano a riscuotere, nel settembre del 1994 reagirono causando il rogo del "Ghetto", nonostante vi fosse, nei mesi antecedenti, l'intenzione della prefettura di Caserta di individuare una soluzione alternativa, con un progetto da oltre un miliardo di lire, di cui avrebbe dovuto farsi carico l'amministrazione di Casal di Principe.
Monsignor Raffaele Nogaro, vescovo di Caserta, definì l'incendio del Ghetto di Villa Literno, un "incendio di Stato".
Nel novembre 2011, Andrea Riccardi, fondatore della Comunità di Sant'Egidio, fece visita alla tomba di Masslo come primo atto pubblico della sua esperienza come ministro per la Cooperazione internazionale e l'Integrazione.

## Omaggi
Il comune di Rovigo, nel 2021, gli dedica una piazza.

### Articoli dagli archivi de La Repubblica
- Maria Novella De Luca, Viveva in Italia da un anno e mezzo e chiedeva un mondo senza Apartheid, su ricerca.repubblica.it, la Repubblica, 25 agosto 1989. URL consultato il 22 agosto 2009.
- In cella gli assassini di Jerry, su ricerca.repubblica.it, la Repubblica, 30 agosto 1989. URL consultato il 22 agosto 2009.
- Minacce di morte a Villa Literno, su ricerca.repubblica.it, la Repubblica, 23 settembre 1989. URL consultato il 22 agosto 2009.
- Guglielmo Pepe, Scende in piazza l'Italia antirazzista, su ricerca.repubblica.it, la Repubblica, 7 ottobre 1989. URL consultato il 22 agosto 2009.
- Paolo Coltro, Una violenza bestiale, su ricerca.repubblica.it, la Repubblica, 4 novembre 1989. URL consultato il 22 agosto 2009.
- Emilio Piervincenzi, L'alba a piazza degli schiavi, su ricerca.repubblica.it, la Repubblica, 12 agosto 1990. URL consultato il 22 agosto 2009.
- Villa Literno ignora ancora quel morto, su ricerca.repubblica.it, la Repubblica, 25 agosto 1990. URL consultato il 22 agosto 2009.
- Valerio Petrarca, Jerry Masslo, violenza infinita, su ricerca.repubblica.it, la Repubblica sez. Napoli, 26 agosto 2008. URL consultato il 24 agosto 2009.
- Raffaele Sardo, Jerry Masslo vent'anni dopo, su ricerca.repubblica.it, la Repubblica, 21 agosto 2009. URL consultato il 24 agosto 2009.
- Raffaele Sardo, Villa Literno ricorda Jerry Masslo, su ricerca.repubblica.it, la Repubblica, 25 agosto 2009. URL consultato il 29 agosto 2009.